# Getterön (ort)
Getterön är en tätort på halvön Getterön i Varbergs kommun. Statistiska centralbyrån hade före 2015 för bebyggelsen avgränsat två småorter på Getterön, västra delen och östra delen.  I båda dessa områden bestod bebyggelsen av mer än 30 procent fritidshus.

## Befolkningsutveckling
| Befolkningsutvecklingen i Getterön 2015–2020     | Befolkningsutvecklingen i Getterön 2015–2020 | Befolkningsutvecklingen i Getterön 2015–2020 | Befolkningsutvecklingen i Getterön 2015–2020 | Befolkningsutvecklingen i Getterön 2015–2020 |
| ------------------------------------------------ | -------------------------------------------- | -------------------------------------------- | -------------------------------------------- | -------------------------------------------- |
|                                                  |                                              |                                              |                                              |                                              |
| År                                               |                                              |                                              | Folkmängd                                    | Areal (ha)                                   |
| 2015                                             | 2015                                         |                                              | 296                                          | 113                                          |
| 2020                                             | 2020                                         |                                              | 363                                          | 130                                          |
| Anm.: Ny tätort 2015. Var tidigare två småorter. |                                              |                                              |                                              |                                              |